# فرزندان آفتاب
فرزندان آفتاب سریال پویانمایی (انیمیشن) سه‌بعدی از نوع تلفیقی به کارگردانی علی احمدی و به تهیه‌کنندگی علی نوری اسکویی در قالب چهار فصل ۲۶ قسمتی و در مجموع ۱۰۴ قسمت در حال تولید است و تولید قسمت اول و دوم آن به پایان رسیده و از شبکه دوم سیما و شبکه پویا در حال پخش می‌باشد.

## داستان فیلم
این فیلم به داستان زندگی چند همکلاسی در دهه ۵۰ می‌پردازد که بسیار هیجان انگیز و شنیدنی است.
در فصل اول، ما شاهد روایت برخی حوادث قبل از پیروزی انقلاب هستیم؛ حوادثی تلخ و شیرین در بیرون از مدرسه، صمیمیت و رفاقت این چند همکلاسی که در جریان انقلاب کم‌کم بزرگ می‌شوند و به جوان‌هایی تبدیل می‌شوند که از جانِ خود گذشته و برای هدف برترشان تلاش می‌کنند و نیز درگیری‌های مردمِ آن زمان با دولت شاه که به فعالیت‌های بچه‌های مدرسه کشیده شده بود، تا بازگشت روح‌الله خمینی علیه به ایران و پیروزی انقلاب اسلامی …
در فصل دوم، چهار کودک قصه، تبدیل به جوانانی شده‌اند که انقلاب از آن‌ها مردانی بزرگ و با مسئولیت ساخته است. دشمنانِ وطن که دست از کار نکشیده‌اند اکنون به خاک میهن دست درازی کرده‌اند. جوانان سلحشور ما مثل سایر جوانانِ ازجان‌گذشته راهی جبهه‌ها می‌شوند… داستانِ این فصل تا آزادی اُسرای جنگی ادامه پیدا می‌کند.
این مجموعه با تکنیک سه بعدی کامپیوتری کار شده که خروجی آن به صورت رندر دو بعدی انجام شده است و در ۴ فصل ۲۶ قسمتی در حال ساخت است که تاکنون تولید فصل اول و دوم آن به پایان رسیده است.
مجموعهٔ «فرزندان آفتاب» در مرکز پویانمایی صبا با همکاری بنیاد فرهنگی روایت برای گروه سنی نوجوان و بزرگسال تهیه شده است. نوجوانان دههٔ ۵۰ حس و حال و روایات این مجموعه را به راحتی درک می‌کنند.